# Togbota
Togbota è un arrondissement del Benin situato nella città di Adjohoun (dipartimento di Ouémé) con 3.192 abitanti (dato 2006).